# Magirus-Deutz MK-Reihe
Die MK-Reihe ist eine Familie von Nutzfahrzeugen, die 1975 von dem deutschen Nutzfahrzeughersteller Magirus-Deutz im Rahmen des sogenannten Vierer-Clubs im unteren bis mittleren Nutzlastbereich auf den Markt gebracht wurde. Im selben Jahr 1975 wurde Magirus-Deutz in den neu geschaffenen Iveco-Konzern eingegliedert, der die Marke Magirus-Deutz Anfang der 1980er Jahre einstellte, die MK-Reihe aber (dann unter dem Namen Iveco) bis 1992 weiterbaute. MK ist die Abkürzung für Mittelklasse. Die Fahrzeuge der MK-Baureihe wurden von luftgekühlten Deutz-Dieselmotoren angetrieben. Die erhältlichen Motorleistungen lagen zwischen 87 und 169 PS, die Nutzlasten zwischen 3,21 und 9,07 Tonnen.

## Entwicklung und Markteinführung bei Magirus-Deutz
Weil die seit 1967 gebauten Eicher-Typen von Magirus-Deutz schon vor dem Ende ihrer Produktion anno 1976 im Verkauf schwächelten, fehlten Magirus-Deutz Anfang der 1970er Jahre konkurrenzfähige leichte bis mittelschwere Lkw im Angebot. Daher arbeitete Magirus-Deutz ab 1971 mit DAF, Saviem und Volvo im sogenannten Vierer-Club zusammen, um gemeinsam eine Neukonstruktion mit Frontlenker-Fahrerhaus zu entwickeln.
Anfang 1975 kamen die Fahrzeuge von Magirus-Deutz auf den Markt, nachdem die von den vier Partnern gemeinsam entwickelten Lkw auf dem Brüsseler Autosalon der Öffentlichkeit vorgestellt worden waren. Wichtige Bauteile waren herstellerübergreifend identisch, insbesondere die Fahrerkabine. Kühlergrillgestaltung und Motorisierung waren individuell. Als einziger der beteiligten Hersteller baute Magirus-Deutz in seine Fahrzeuge luftgekühlte Motoren ein (siehe dazu auch Liste der Deutz-Motoren). Fahrgestelle für diverse Aufbauten wie Kipper, Sattelzugmaschinen und wie beim Vorgänger ein Getränketransporter mit Zentralrohrrahmen, wurden angeboten. Die Vierer-Club-Fahrzeuge waren die ersten Lkw der leichten Gewichtsklasse in Deutschland, welche mit einer Kippkabine ausgestattet waren. Dies zog auch Kunden von anderen Herstellern zu Magirus-Deutz an, da zum Beispiel MAN ein kippbares Fahrerhaus erst 1979 in Kooperation mit VW und Daimler-Benz erst 1983 auf den Markt brachte.
1980 wurden die Vierer-Club-Fahrzeuge von Magirus-Deutz einem Facelift unterzogen, bei dem der Kühlergrill eine feinere Rippung und das Fahrerhaus eine neue Innenraumausstattung erhielt. Außerdem wurden die Blinker in die Stoßstange versetzt, die dann aus Kunststoff bestand. Eine Allrad-Variante der Vierer-Club-Fahrzeuge sollte dem Unimog von Mercedes-Benz Konkurrenz bieten, was aber nur mit mäßigem Erfolg gelang. Ein großes Kontingent von rund 7000 Stück vom Typ 168M11 bzw. 110-17 ging dennoch als „Lkw 5t tmil“ ab 1980 an die Bundeswehr. Allerdings ließen die MK-Lkw erstmals die sonst von Magirus-Deutz gewohnte Robustheit und Stabilität vermissen: Viele Bauteile, die beim Vorgängermodell noch aus Metall waren, wurden durch Plastik ersetzt und das Blech war insbesondere im Bereich des Türeinstiegs sehr rostanfällig, was sich jedoch erst im Laufe der Nutzungszeit der Fahrzeuge zeigte.
Neoplan baute einen Omnibus vom Typ N311 auf Basis des Magirus-Deutz 130M11FL zum Einsatz in tropischen Ländern.

## Produktionsfortführung und -ende bei Iveco

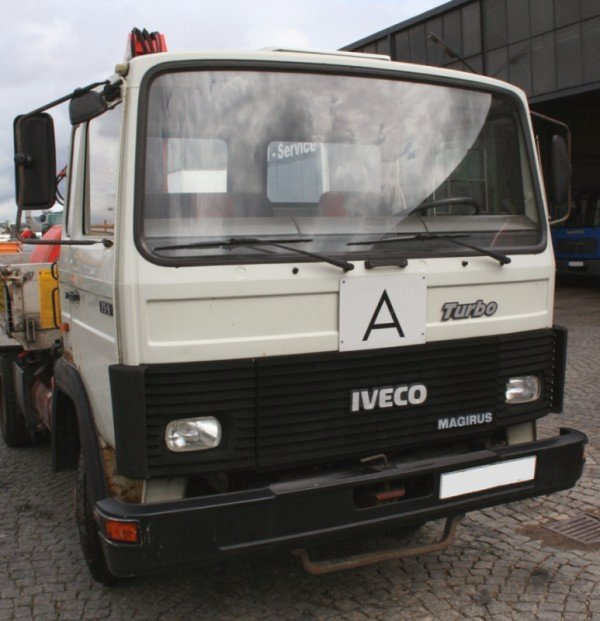
Lkw der MK-Reihe als Iveco Magirus

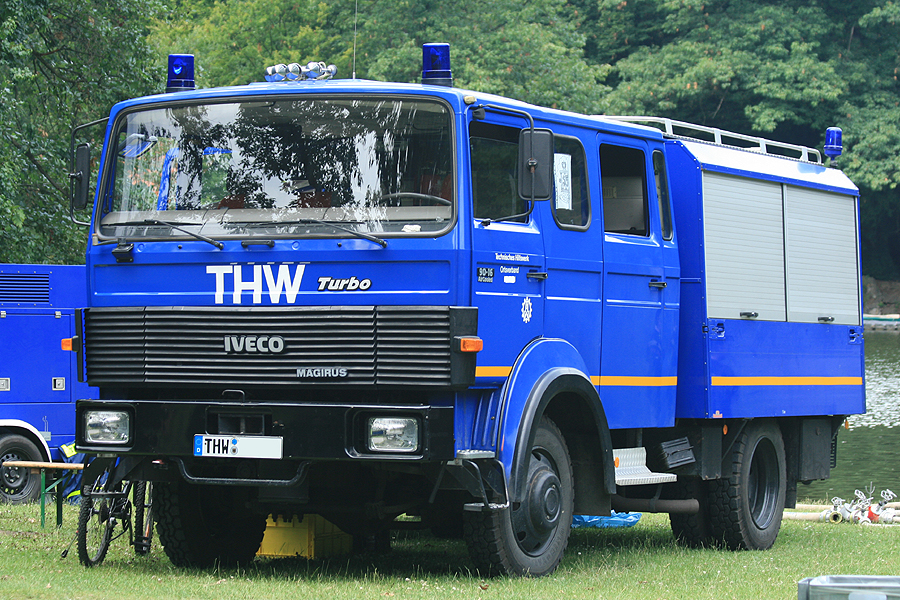
Iveco Magirus 90-16 Turbo vom THW

Die MK-Modelle wurden nach der Eingliederung von Magirus-Deutz in den Iveco-Konzern und dem Ende der Marke Magirus-Deutz Anfang der 1980er Jahre (siehe dazu Magirus-Deutz) noch lange Zeit von Iveco weiter gebaut; Produktionsende bei Iveco war 1992. Der Markenname auf den Fahrzeugen wechselte von „Magirus-Deutz“ über „Magirus Iveco“ und „Iveco Magirus“ im Laufe der 1980er Jahre schließlich zu „Iveco“. Auch optisch wurden die Modelle überarbeitet, z. B. wanderten die vorderen Blinker im Laufe der 1980er Jahre in die Stoßstange, die dann aus Kunststoff bestand. Nachfolger wurde der erste Iveco EuroCargo. Für THW- und Feuerwehrfahrzeuge wurde die Vierer-Club-Kabine (in einer verlängerten Variante mit bis zu 10 Sitzplätzen) auch noch über das Jahr 1992 hinaus angeboten.
Nach dem Fall der Berliner Mauer wurde für den ersten Überland-Posttransport von der Bundesrepublik Deutschland in die DDR am 10. April 1990 von Braunschweig nach Magdeburg ein Vierer-Club-Lkw von Iveco Magirus verwendet. Heute ist die MK-Reihe im deutschen Straßenbild schon ein seltener Anblick. Die letzten Baujahre von Iveco sind noch relativ häufiger anzutreffen. Fahrzeuge der ersten Baujahre (die noch den Namen Magirus-Deutz tragen) sind dagegen schon sehr selten geworden und erreichen gerade Oldtimerstatus.

## In Deutschland angebotene Modelle
| Typbezeichnungen           | Typbezeichnungen  | Varianten                   | Varianten                   | Varianten                   | Varianten                   | Varianten                   | Varianten                   | Motor    | PS      | GGw (t) | Bauzeitraum |
| Magirus-Deutz (bis 1982) a | Iveco (ab 1982) b | Fahr- gestell               | Kipper                      | Getränke- transporter c     | Sattelzug- maschine         | Kommunal- fahrzeug          | Militär- fahrzeug           | Motor    | PS      | GGw (t) | Bauzeitraum |
| -------------------------- | ----------------- | --------------------------- | --------------------------- | --------------------------- | --------------------------- | --------------------------- | --------------------------- | -------- | ------- | ------- | ----------- |
| 90M6                       |                   | Grünes Häkchensymbol für ja | Grünes Häkchensymbol für ja |                             |                             |                             |                             | F4L913   | 87      | 6,6     | 1975–1978   |
| 90M7                       | 75-9              | Grünes Häkchensymbol für ja | Grünes Häkchensymbol für ja | Grünes Häkchensymbol für ja |                             |                             |                             | F4L913   | 87      | 7,5     | 1975–1983   |
| 90M8                       |                   | Grünes Häkchensymbol für ja | Grünes Häkchensymbol für ja |                             |                             |                             |                             | F4L913   | 87      | 7,5     | 1977–1982   |
| 90M9                       | 90-9              | Grünes Häkchensymbol für ja | Grünes Häkchensymbol für ja |                             |                             |                             |                             | F4L913   | 87      | 9,4     | 1975–1983   |
| 130M7                      | 75-13             | Grünes Häkchensymbol für ja |                             |                             |                             | Grünes Häkchensymbol für ja | Grünes Häkchensymbol für ja | F6L913   | 130     | 7,5     | 1979–1992   |
| 130M8                      | 80-13             | Grünes Häkchensymbol für ja | Grünes Häkchensymbol für ja | Grünes Häkchensymbol für ja | Grünes Häkchensymbol für ja | Grünes Häkchensymbol für ja |                             | F6L913   | 130     | 7,5     | 1975–1983   |
| 130M8 Turbo                | 80-13 Turbo       | Grünes Häkchensymbol für ja | Grünes Häkchensymbol für ja | Grünes Häkchensymbol für ja | Grünes Häkchensymbol für ja | Grünes Häkchensymbol für ja |                             | BF6L913T | 130     | 7,5     | 1980–1992   |
| 130M9                      | 90-13             | Grünes Häkchensymbol für ja | Grünes Häkchensymbol für ja | Grünes Häkchensymbol für ja | Grünes Häkchensymbol für ja |                             |                             | F6L913   | 130     | 9,4     | 1975–1983   |
|                            | 90-13 Turbo       | Grünes Häkchensymbol für ja | Grünes Häkchensymbol für ja | Grünes Häkchensymbol für ja | Grünes Häkchensymbol für ja |                             |                             | BF6L913T | 130     | 9,4     | 1983–1991   |
| 130M11                     | 110-13            | Grünes Häkchensymbol für ja | Grünes Häkchensymbol für ja | Grünes Häkchensymbol für ja |                             |                             |                             | F6L913   | 130     | 11,0    | 1975–1983   |
|                            | 110-13 Turbo      | Grünes Häkchensymbol für ja | Grünes Häkchensymbol für ja | Grünes Häkchensymbol für ja |                             |                             |                             | BF6L913T | 135     | 11,0    | 1983–1991   |
| 130M13                     | 130-13            | Grünes Häkchensymbol für ja | Grünes Häkchensymbol für ja | Grünes Häkchensymbol für ja |                             |                             |                             | F6L913   | 130     | 13,0    | 1975–1983   |
|                            | 130-13 Turbo      | Grünes Häkchensymbol für ja | Grünes Häkchensymbol für ja | Grünes Häkchensymbol für ja |                             |                             |                             | BF6L913T | 130–135 | 13,0    | 1983–1991   |
| 160M8                      | 80-16 (Turbo)     | Grünes Häkchensymbol für ja | Grünes Häkchensymbol für ja |                             | Grünes Häkchensymbol für ja | Grünes Häkchensymbol für ja |                             | BF6L913  | 160–169 | 7,5     | 1981–1992   |
| 160M11                     | 110-16 (Turbo)    | Grünes Häkchensymbol für ja | Grünes Häkchensymbol für ja | Grünes Häkchensymbol für ja | Grünes Häkchensymbol für ja |                             |                             | BF6L913  | 160–169 | 11,0    | 1975–1991   |
| 160M13                     | 130-16 (Turbo)    | Grünes Häkchensymbol für ja | Grünes Häkchensymbol für ja | Grünes Häkchensymbol für ja | Grünes Häkchensymbol für ja |                             |                             | BF6L913  | 160–169 | 13,0    | 1975–1991   |
| 168M11                     | 110-17            | Grünes Häkchensymbol für ja | Grünes Häkchensymbol für ja |                             |                             | Grünes Häkchensymbol für ja | Grünes Häkchensymbol für ja | BF6L913  | 168     | 11,0    | 1980–1992   |

## Derivate
Rhein-Bayern verwendete Vierer-Club-Fahrerkabinen von Magirus-Deutz und dann Iveco für einen selbstfahrenden landwirtschaftlichen Ladewagen, das sogenannte Agrobil. Ab 1978 wurden MK-Fahrzeuge von Iveco unter dem Namen „Magirus“ (ohne Zusatz) und mit wassergekühlten Fiat- und Unic-Dieselmotoren ausgestattet auch in den USA angeboten. Das war der Versuch, auf den amerikanischen Markt zu treten, auf dem bis dahin weder Magirus-Deutz noch Iveco aktiv waren. Der Erfolg war allerdings nur gering, so dass das Angebot schon nach kurzer Zeit wieder eingestellt wurde.